# Edwin M. Lemert
Edwin McCarthy Lemert (* 8. Mai 1912 in Cincinnati, Ohio; † 10. November 1996 in Reno, Nevada) war ein US-amerikanischer Soziologe und Kriminologe. Lemert wurde international mit seinem Konzept der sekundären Devianz bekannt, das er der radikalen Version des Etikettierungsansatz entgegensetzte. Er lehrte zuletzt als Professor an der University of California in Davis.
Im Gegensatz zum radikalen (insbesondere von Fritz Sack vertretenen) Etikettierungsansatz, der jede Devianz als Resultat von Zuschreibung betrachtet, meint Lemert, primäre Devianz beruhe auf mehreren Ursachen. Sie entstehe aus einer Vielzahl von sozialen, kulturellen, psychologischen und physiologischen Faktoren. Die sekundäre Devianz habe ihre Ursache dagegen in den Zuschreibungen, denen Menschen ausgesetzt sind, die bereits abweichendes Verhalten (Verbrechen, Prostitution, Alkoholismus, Drogenabhängigkeit, psychiatrische Erkrankungen) zeigen. Solche Symptomträger würden durch Folge-Stigmatisierung in ihrer Normabweichung stabilisiert.
1972/73 amtierte er als Präsident der Society for the Study of Social Problems (SSSP).

## Schriften (Auswahl)
- Social pathology; a systematic approach to the theory of sociopathic behavior. McGraw-Hill, New York 1951.
- Social action & legal change. Revolution within the juvenile court. Aldine Pub. Co, Chicago 1970.
- Human deviance, social problems, and social control. 2. Auflage, Prentice-Hall, Englewood Cliffs 1972, ISBN 0134448855, daraus:
  - Der Begriff der sekundären Devianz. In: Klaus Lüderssen und Fritz Sack (Hg.): Seminar: Abweichendes Verhalten I. Die selektiven Normen der Gesellschaft. 2. Auflage, Suhrkamp, Frankfurt am Main 1982, ISBN 3-518-27684-0, S. 433–476.
- The trouble with evil. Social control at the edge of morality. State University of New York Press, Albany 1997, ISBN 0791432432.